# Naëla
Nataly Rivera, född 17 juli 1990 i Bogotá, mer känd som Naëla, är en colombiansk sångerska.

## Karriär
Naëlas debutsingel "No quiero estar sin ti" gavs ut den 16 februari 2010 vilket ledde till att hon vann ett pris för "bästa kvinnliga solo-popsångare" samma år. Hennes andra singel "Muero por amarte" släpptes den 21 mars 2011. Den 11 maj 2011 var hon förband åt den mexikanska musikgruppen Camila vid deras konsert i Bogotá. Hennes tredje singel "Esta noche mando yo" gavs ut den 11 september som en duett med sångaren Obie-P. Den följdes upp av hennes självbetitlade debutalbum Naëla innehållande 11 låtar som gavs ut den 19 november samma år. År 2012 gav hon ut singlarna "Por tu amor" och "Falso amor". De två senaste singlarna kom att bli hennes mest framgångsrika.

## Diskografi

### Album
- 2011 - Naëla
- 2014 - Imparable
- 2015 - Renacer

### Singlar
- 2010 - "No quiero estar sin ti"
- 2011 - "Muero por amarte"
- 2011 - "Esta noche mando yo"
- 2012 - "Por tu amor"
- 2012 - "Falso amor"